# Jean-Marie Halsdorf
Pour l’article homonyme, voir Halsdorf.
Jean-Marie Halsdorf, né le 1er février 1957 à Luxembourg (Luxembourg) est un pharmacien et homme politique luxembourgeois, membre du Parti populaire chrétien social (CSV).
Ministre de l'Intérieur du 31 juillet 2004 au 23 juillet 2009 puis à la Défense jusqu'au 4 décembre 2013 dans les gouvernements dirigés par Jean-Claude Juncker.

## Biographie

### Études et formations
Après avoir obtenu son diplôme de fin d’études secondaires classiques au lycée d'Echternach, il poursuit ses études supérieures à l'université de Strasbourg en France où il obtient un doctorat de pharmacien.

### Carrière professionnelle
Au début des années 1980, il travaille comme pharmacien dans divers cliniques et hôpitaux et notamment à la Clinique Sacré-Cœur qui fera partie de la Fondation François-Elisabeth (FFE) lorsque la Congrégation des Sœurs de Sainte-Elizabeth et la Congrégation des Franciscains la fondent conjointement pour regrouper les trois cliniques (Clinique Sacré-Cœur, Clinique Sainte-Elisabeth et Clinique Saint-François).
Au point de vue syndical, Jean-Marie Halsdorf est un membre du bureau exécutif du Syndicat de communes régional pour la promotion et le développement de la région du Sud (Pro-Sud), il préside le comité du Syndicat intercommunal de l'Hôpital Princesse Marie-Astrid à Niederkorn de 2001 à 2004 et exerce la fonction de secrétaire général du Syndicat intercommunal à vocation multiple des villes et communes luxembourgeoises (SYVICOL) depuis avril 2000.

### Parcours politique
Membre du Parti populaire chrétien social depuis 1987, l'année suivante, il est élu au conseil communal de Pétange avant de devenir le bourgmestre de la commune en 2000, fonction venue à terme en 2004 lorsqu'il fait son entrée au sein du gouvernement,. Entre-temps, après sa démission du gouvernement, il conserve le poste de 1er échevin de la commune aux côtés du bourgmestre Pierre Mellina.
À la suite des élections législatives du 12 juin 1994, Viviane Reding fait son entrée au gouvernement. Jean-Marie Halsdorf lui succède comme député à la Chambre pour la circonscription Sud où il représente le Parti populaire chrétien social. Il est réélu aux élections législatives suivantes du 13 juin 2004 et 7 juin 2009. Néanmoins, en raison du non cumul des mandats, il doit démissionner de sa fonction à la législature nationale pour entrer au gouvernement. Il laisse son siège à Christine Doerner. En tant que membre du gouvernement sortant, il n'est pas reconduit dans la nouvelle coalition Gambie dirigée par le libéral Xavier Bettel en décembre 2013. Il retrouve son siège au parlement à partir du 5 décembre, mandat renouvelé grâce aux législatives d'octobre 2018. Il exerce plusieurs fonctions à la Chambre comme celles de vice-Président de la Commission de l'Environnement du 5 décembre 2013 au 3 novembre 2014, de vice-Président de la Commission de la Santé et de la Sécurité sociale du 9 octobre 2001 au 5 juin 2004 et président de la Commission de la Famille, de la Solidarité sociale et de la Jeunesse du 12 août 199 au 5 juin 2004.
Du 31 juillet 2004 au 23 juillet 2009, Jean-Marie Halsdorf est ministre de l'Intérieur et de l'Aménagement du territoire puis ministre de l'Intérieur et à la Grande Région ainsi que ministre de la Défense du 23 juillet 2009 au 4 décembre 2013 dans les gouvernements dirigés par Jean-Claude Juncker,.

### Vie privée
Jean-Marie Halsdorf est marié et père de trois enfants.

## Décorations
- Officier de l'ordre de Mérite du grand-duché de Luxembourg (Luxembourg, promotion 1999)
- Officier de l'ordre de la Couronne de chêne[9] (Luxembourg, promotion 2004)
- Officier de la Légion d'honneur[10] (France, promotion 2012)